# Loch Katrine
Le Loch Katrine est un lac d'eau douce d'Écosse dans le district de Stirling. 

## Description
Le lac mesure environ 13 kilomètres de long sur 1 kilomètre de large.
Il s'agit du principal réservoir d'eau pour l'agglomération de Glasgow. C'est pour limiter les risques de pollution de ses eaux que les bateaux à essence sont interdits de navigation : les croisières touristiques sont assurées par un bateau à vapeur.
La pêche à la truite, à la mouche et sur bateau, est autorisée du printemps à l'automne.

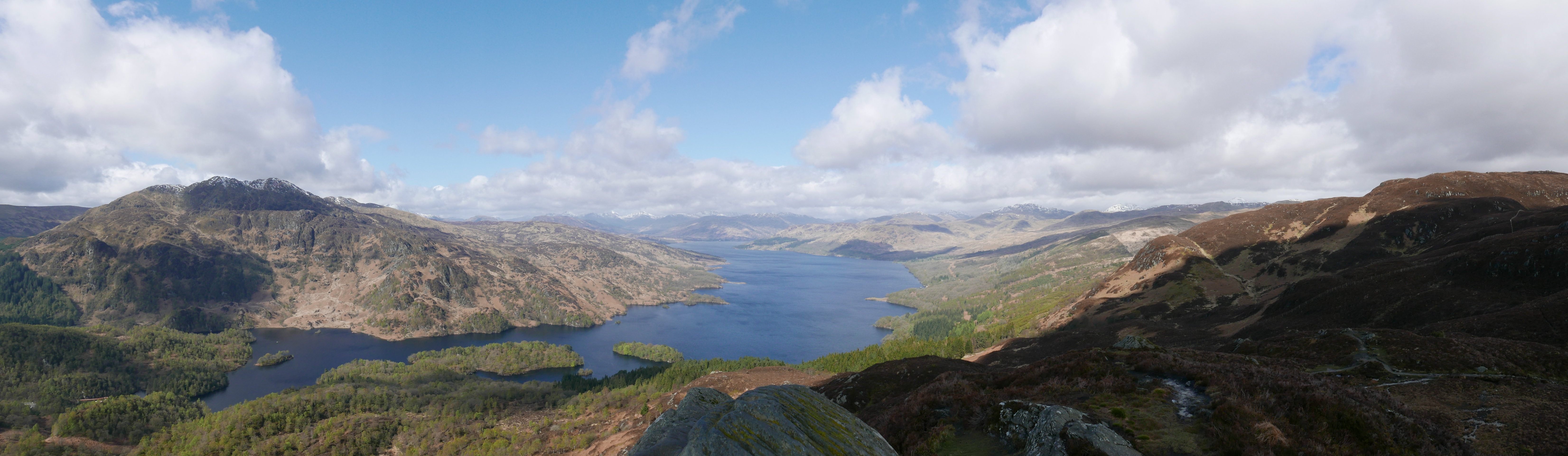
Loch Katrine vu depuis le sommet de la colline Ben A'an.
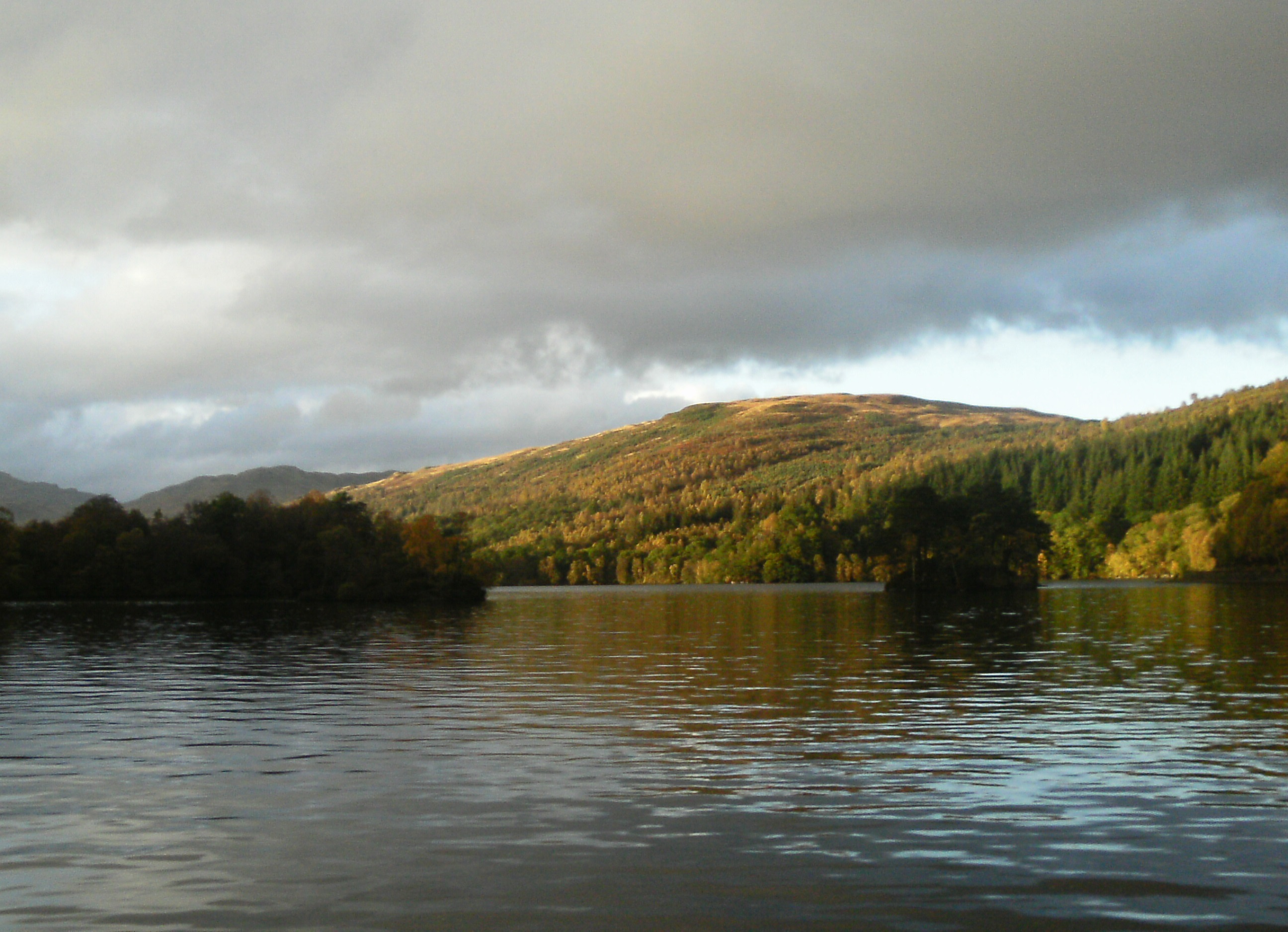
Loch Katrine vu depuis la route le longeant.

## Le loch dans la culture et le tradition
Le bandit écossais Robert Roy MacGregor est né à Glengyle, au bord du lac, en 1671.
Sir Walter Scott s'est inspiré du loch Katrine pour écrire le poème The Lady of the Lake de Sir Walter Scott.
Dans le roman Les Indes noires, Jules Verne imagine le Loch Katrine se vidant de ses eaux dans une immense caverne naturelle rejoignant la mine d'Aberfoyle.